# 下越水害
下越水害（かえつすいがい）とは、1966年（昭和41年）7月17日に新潟県下越地方で発生した水害である。被災地域では7・17水害とも呼ばれる。

## 概要
7月16日から18日にかけて下越地方で発生した集中豪雨により、加治川、胎内川、荒川の各所で破堤し大洪水となった。
被害は特に加治川の左岸に集中。加治川からの洪水と福島潟の溢水が合わさり、付近の低湿地が長期間にわたり湛水した。新井郷川排水機場での排水が追いつかず、阿賀野川の堤防を開削して排水し、8月4日、19日ぶりに排水を完了した。
加治川の右岸への洪水は落堀川へ向かい紫雲寺潟跡に湛水した。
翌年の1967年（昭和42年）8月28日には下越地方および山形県で羽越水害（8・28水害、羽越豪雨）が発生。下越地方は2年連続で水害に見舞われた。